# D.J. Cotrona
Donald Joseph „D.J.” Cotrona (ur. 23 maja 1980 w New Haven) – amerykański aktor. Wystąpił w roli Flinta w filmie G.I. Joe: Odwet (2013).

## Życiorys
Urodził się i dorastał w New Haven w Connecticut jako syn Sheree i Donalda Cotrony. Jego ojciec pracował w firmie recyklingowej, a matka była nauczycielką. Jego rodzina była pochodzenia włoskiego, niemieckiego, węgierskiego, polskiego, austriackiego i angielskiego. Studiował na wydziale prawa na Uniwersytecie Północnowschodnim w Bostonie w Massachusetts. Po rozpoczęciu studiów miał zostać prawnikiem, ale letni staż w kancelarii prawniczej na drugim uświadomił mu, że nie lubi tej dziedziny. Już w młodości interesował się filmem. Później przeniósł się do Los Angeles i rozpoczął castingi. 
Po krótkich zmaganiach zadebiutował w odcinku serialu NBC Prawo i porządek: sekcja specjalna (2003), a następnie zagrał drugoplanową rolę Adama Roama – syna prokuratora okręgowego hrabstwa Los Angeles (Kevin Anderson) w miniserialu Fox Skin (2003–2005). Był brany pod uwagę do roli Ryana Atwooda w serialu młodzieżowym Życie na fali, ale ta rola przypadła Benowi McKenziemu. Po udziale w telewizyjnym dramacie kryminalnym Fox 21 Oddział Hollywood (Hollywood Division, 2004) z Moon Bloodgood, zadebiutował na kinowym ekranie w drugoplanowej roli Seana w horrorze Jad (2005) z Agnes Bruckner. Potem znalazł się w obsadzie dramatu Love Is the Drug (2006) jako Lucas Mitchell i melodramatu Lasse Hallströma Wciąż ją kocham (2010) z Amandą Seyfried. Jednak przełom nastąpił w 2013 roku, kiedy został obsadzony w roli zbuntowanego Flinta w filmie akcji G.I. Joe: Odwet, który okazał się ogromnym sukcesem kasowym. W telewizji zyskał popularność dzięki roli Setha Gekona w serialu Roberta Rodrigueza Od zmierzchu do świtu (2014–2016)

## Filmografia

### Filmy
- 2005: Venom jako Sean
- 2010: Wciąż ją kocham jako Noodles
- 2013: G.I. Joe: Odwet jako Dashiell R. Faireborn / Flint
- 2017: Tom Clancy’s Ghost Recon Wildlands jako Ricky Sandoval (głos)
- 2019: Shazam! jako Superbohater Pedro
- 2023: Shazam! Gniew bogów jako Superbohater Pedro

### Seriale
- 2003: Prawo i porządek: sekcja specjalna jako Donovan Alvarez
- 2006: Fuks jako Sean Mathers
- 2010–11: Detroit 1-8-7 jako detektyw John Stone
- 2014–16: Od zmierzchu do świtu jako Seth Gecko